# Велика Британія на зимових Олімпійських іграх 1960
Велика Британія брала участь у Зимових Олімпійських іграх 1960 року у Скво-Веллі (США). Збірну країни представляли 17 спортсменів (11 чоловіків та 6 жінок). Прапороносцем на церемонії відкриття Олімпіади став лижник Джон Мур. Країна увосьме взяла участь у зимовій Олімпіаді. Британські спортсмени не здобули жодних медалей.

## Спортсмени
Кількість спортсменів, що взяли участь в Іграх, за видами спорту.
| Вид спорту          | Чоловіки | Жінки | Загалом |
| ------------------- | -------- | ----- | ------- |
| Біатлон             | 2        | 0     | 2       |
| Гірськолижний спорт | 5        | 4     | 9       |
| Ковзанярський спорт | 2        | 0     | 2       |
| Лижні перегони      | 3        | 0     | 3       |
| Фігурне катання     | 2        | 2     | 4       |
| Загалом             | 11       | 6     | 17      |

## Біатлон
На Олімпіаді-60 Велику Британію представляли двоє біатлоністів, що змагалися в одній дисципліні — індивідуальній гонці на 20 км (інших змагань з біатлону на цій Олімпіаді не проводилось). Обидва британці в змаганнях зайняли два останні місця Джон Мур — 29-е, Норман Шатт — 30-е.
| Дисципліна                           | Спортсмен   | Час       | Пенальті | Розрахунковий час1 | Місце |
| ------------------------------------ | ----------- | --------- | -------- | ------------------ | ----- |
| 20 км індивідуальна гонка (чоловіки) | Норман Шатт | 1'45:36.5 | 13       | 2'11:36.5          | 30    |
| 20 км індивідуальна гонка (чоловіки) | Джон Мур    | 1'40:50.8 | 14       | 2'08:50.8          | 29    |

1 За кожну пропущену мішень додавалося дві штрафні хвилини

## Гірськолижний спорт
У гірськолижних змаганнях брали участь 9 британських спортсменів (5 чоловіків та 4 жінок) у 6 дисциплінах. Найкращий результат показала Джозефін Гіббс, яка зайняла 25 місце у швидкісному спуску і 27 місце у слаломі серед жінок.
| Спортсмен            | Дисципліна                    | Спуск 1 | Спуск 1 | Спуск 2 | Спуск 2 | Всього | Всього |
| Спортсмен            | Дисципліна                    | Час     | Місце   | Час     | Місце   | Час    | Місце  |
| -------------------- | ----------------------------- | ------- | ------- | ------- | ------- | ------ | ------ |
| Джон Веддінгтон Оукс | швидкісний спуск (чоловіки)   |         |         |         |         | 2:36.0 | 55     |
| Роберт Скеппер       | швидкісний спуск (чоловіки)   |         |         |         |         | 2:28.1 | 43     |
| Джефф Пітчфорд       | швидкісний спуск (чоловіки)   |         |         |         |         | 2:27.3 | 40     |
| Чарлах Макінтош      | швидкісний спуск (чоловіки)   |         |         |         |         | 2:25.1 | 35     |
| Чарлах Макінтош      | гігантський слалом (чоловіки) |         |         |         |         | DSQ    | –      |
| Роберт Скеппер       | гігантський слалом (чоловіки) |         |         |         |         | 2:26.2 | 53     |
| Джефф Пітчфорд       | гігантський слалом (чоловіки) |         |         |         |         | 2:20.4 | 50     |
| Джон Веддінгтон Оукс | гігантський слалом (чоловіки) |         |         |         |         | 2:16.3 | 48     |
| Роберт Скеппер       | слалом (чоловіки)             | 1:41.6  | 50      | 1:18.5  | 27      | 3:00.1 | 36     |
| Джефф Пітчфорд       | слалом (чоловіки)             | 1:23.5  | 34      | DSQ     | –       | DSQ    | –      |
| Ренате Голмс         | швидкісний спуск (жінки)      |         |         |         |         | 1:51.9 | 31     |
| Венді Фаррінгтон     | швидкісний спуск (жінки)      |         |         |         |         | 1:50.8 | 28     |
| Джозефін Гіббс       | швидкісний спуск (жінки)      |         |         |         |         | 1:50.3 | 25     |
| Соня Маккаскі        | гігантський слалом (жінки)    |         |         |         |         | 2:06.1 | 40     |
| Венді Фаррінгтон     | гігантський слалом (жінки)    |         |         |         |         | 2:04.2 | 39     |
| Ренате Голмс         | гігантський слалом (жінки)    |         |         |         |         | 2:03.9 | 38     |
| Джозефін Гіббс       | гігантський слалом (жінки)    |         |         |         |         | 1:51.9 | 33     |
| Ренате Голмс         | слалом (жінки)                | 1:16.1  | 40      | 1:07.4  | 29      | 2:23.5 | 34     |
| Венді Фаррінгтон     | слалом (жінки)                | 1:08.4  | 34      | 1:30.8  | 37      | 2:39.2 | 37     |
| Джозефін Гіббс       | слалом (жінки)                | 1:04.1  | 27      | 1:09.1  | 31      | 2:13.2 | 27     |

## Ковзанярський спорт
На Іграх країну представляли 2 ковзанярів у 4 дисциплінах. Хороші результати показав Террі Монаган, який фінішував 5-м на дистанції 10000 метрів та 11-м на дистанції 5000 м.
| Дисципліна         | Спортсмен     | Час     | Місце |
| ------------------ | ------------- | ------- | ----- |
| 500 м (чоловіки)   | Террі Малкін  | DNF     | –     |
| 500 м (чоловіки)   | Террі Монаган | 44.0    | 38    |
| 1500 м (чоловіки)  | Террі Малкін  | 2:25.0  | 40    |
| 1500 м (чоловіки)  | Террі Монаган | 2:19.9  | 26    |
| 5000 м (чоловіки)  | Террі Малкін  | 8:56.1  | 33    |
| 5000 м (чоловіки)  | Террі Монаган | 8:15.3  | 11    |
| 10000 м (чоловіки) | Террі Монаган | 16:31.6 | 5     |

## Лижні перегони
У лижних перегонах Олімпіади-60 змагалися 3 британців у трьох дисциплінах.
| Дисципліна       | Спортсмен    | Час       | Місце |
| ---------------- | ------------ | --------- | ----- |
| 15 км (чоловіки) | Норман Шатт  | 1'07:34.0 | 52    |
| 15 км (чоловіки) | Ендрю Морган | 1'01:32.9 | 49    |
| 15 км (чоловіки) | Джон Мур     | 58:35.0   | 44    |
| 30 км (чоловіки) | Ендрю Морган | 2'13:38.9 | 41    |
| 30 км (чоловіки) | Джон Мур     | 2'08:58.6 | 38    |
| 50 км (чоловіки) | Ендрю Морган | DNF       | –     |
| 50 км (чоловіки) | Норман Шатт  | DNF       | –     |
| 50 км (чоловіки) | Джон Мур     | 3'43:15.3 | 30    |

## Фігурне катання
На змаганнях з фігурного катання Велику Британію представляли 4 спортсменів. Британські фігуристи показали посередній результат. У чоловічому змаганні Робін Джонс став 12-м, а Девід Клементс — 15-м (серед 19 учасників). У жіночому змаганні Патриція Повлі посіла 15 сходинку, а Керолін Крау — 19-у (серед 26 учасниць).
| Спортсмени     | Змагання                    | CF | FS | Бали   | Places | Місце |
| -------------- | --------------------------- | -- | -- | ------ | ------ | ----- |
| Девід Клементс | одиночне катання (чоловіки) | 16 | 13 | 1174.7 | 135    | 15    |
| Робін Джонс    | одиночне катання (чоловіки) | 15 | 12 | 1220.4 | 113    | 12    |
| Керолін Крау   | одиночне катання (жінки)    | 17 | 21 | 1160.3 | 168    | 19    |
| Патриція Повлі | одиночне катання (жінки)    | 14 | 16 | 1213.8 | 134    | 15    |